# Clairefougère
Clairefougère est une commune française déléguée située dans le département de l'Orne en région Normandie, peuplée de 122 habitants.
Elle a fusionné le 1er janvier 2015 avec Montsecret, sous le régime juridique des communes nouvelles instauré par la loi no 2010-1563 du 16 décembre 2010 de réforme des collectivités territoriales pour créer la commune nouvelle de Montsecret-Clairefougère.

## Géographie
La commune est en limite des bocages virois et flérien. Couvrant seulement 328 hectares, le territoire de Clairefougère était le moins étendu du canton de Tinchebray. Son bourg est à 6 km au nord-est de Tinchebray, à 13 km au sud-ouest de Condé-sur-Noireau, à 13 km au nord-ouest de Flers et à 17 km à l'ouest de Vire.
Clairefougère est dans le bassin de l'Orne, par son sous-affluent la Diane — affluent du Noireau qu'elle rejoint sur le territoire de Montsecret — qui délimite le territoire au sud. Un court affluent collecte les eaux de la partie centrale du territoire communal.
Le point culminant (211/212 m) se situe en limite nord, en amont de la chapelle Sainte-Radegonde. Le point le plus bas (129 m) correspond à la sortie de la Diane du territoire, à l'est. La commune est bocagère.
| Rully (14) | Rully (14), Moncy | Saint-Pierre-d'Entremont |
| Rully (14) | Clairefougère     | Saint-Pierre-d'Entremont |
| Montsecret | Montsecret        | Montsecret               |

## Toponymie
Le nom de la localité est attesté sous la forme latinisée Clivefeugeriam en 1133 et encore au XIIIe siècle et sous la forme Claire Fougere vers 1768.
Le premier élément Clive- est vraisemblablement l'appellatif toponymique anglo-saxon et scandinave klif « hauteur, escarpement, falaise » que l'on rencontre assez fréquemment en Normandie : Mesnil-Verclives (Eure), Mont-Étenclin (Manche, Mont Estenclif 1262), Risleclif (Eure, nom disparu de la vallée de la Risle), ainsi que les différents Cléville, Clébec, etc.
Le second élément est le normand feugère « fougère », francisé en fougère. On note que ce toponyme correspond bien à l'escarpement au haut duquel est située l'église paroissiale. Les lieux étaient probablement recouvert de fougères.
Le nom traditionnel *Clifeugère, conforme à l'étymologie, a disparu à une époque indéterminée.
Le gentilé des habitants Clarificiens / Clarifiliciens est, comme souvent, basé sur une fausse étymologie, d'autant que les mots feugère et fougère sont issus du gallo-roman *FILICARIA et non pas du latin classique filix, filicis.

## Histoire

### Description de la paroisse par l'historien duXVIIIesiècleBéziers
Saint-Martin-de-Claire-Fougère.
Sergenterie de Vassy, élection de Vire, 80 feux, notariat de Fresne.
ECCLESIA DE CLARA-FILICE comme portent les vieux titres.
Cette paroisse, arrosée par les petites rivières de Guyenne et de Rully, qui viennent se réunir dans son territoire, est à une lieue des bourgs de Vassy et à trois lieues de Vire. Elle dépend de la haute-justice de Vassy et le seigneur nomme à la cure. C'est en qualité de possesseur de Lambosne, situé dans cette paroisse, et qui donne son nom à un des principaux hameaux, qu'il présente à cette cure. Il appartient à messire le marquis de Vassy. Les titres font mention de deux chapelles sises à Claire-Fougère, savoir: Notre-Dame-des-Epinets, et Sainte-Radegonde; la première est unie à la cure. Le curé décimateur. Parmi les curés de Claire-Fougère, j'en trouve trois qui ont été distingués.
L'an 1492, Margarin de la Bigne, prêtre licencié en théologie, fut pourvu, par un visa du 2 mai, de la cure de Claire-Fougère et de la chapelle des Épinets qui lui avait été unie depuis peu :
ET CAPELLA B.M. DES ESPINES EIDEM ECCLESIÆ NUPER ANNEXA.
Deux jours après Robert Roger, clerc, se présenta aux fins d'obtenir un visa pour le même bénéfice, qui lui fut refusé. Procès en conséquence entre noble homme Bertrand de la Bigne, seigneur de Lambosne et de Saint-Christophe, qui avait nommé le premier, et noble homme Jean du Parc, seigneur de Bernières-le-Patry et de Brucourt, présentateur du second. L'affaire portée aux assises de vire, il fut jugé par Girard Bureau, lieutenant de Messire le Bailli de Caen, que le sieur Margarin de la Bigne serait maintenu dans la cure (le visa est du 26 juillet), comme ayant été pourvu par le seigneur de Brucourt, et que Robert Roger serait mis en possession de la chapelle des Epinets sur la nomination du seigneur de Lambosne; que dorénavant le sieur du Parc serait tenu pour patron présentateur de Claire-Fougère, à cause de son fief de Brucourt, et que le sieur La Bigne, par rapport à son fief de Lambosne, aurait la nomination de la susdite chapelle. C'est assurément le même Margarin de la Bigne, depuis docteur en théologie, professeur et théologal en l'église de Bayeux, qui fut pourvu de la prébende d'Amayé en 1505, et de celle de Grisy en 1507. Il avait été nommé dès 1495 à la cure de Rully qui devint vacante par sa mort en 1523, comme le portent les registres de l'évêché.
L'an 1521, Margarin de la Bigne, clerc, fut nommé à la chapelle des Epinets par le précédent docteur qui était son oncle, et l'an 1546 (le visa est du 9 mai), à la cure de Claire-Fougère par noble et puissant seigneur Robert de la Bigne, seigneur de Lambosne et de Brucourt, au droit de sa femme, fille de Bertrand du Parc, seigneur de Bernières. Dans une assemblée du clergé, tenue à Bayeux le 24 février 1551, pour la réception des notaires apostoliques du diocèse, messire de la Bigne s'y trouve comme député du chapitre, et y prend les qualités d'official de Bayeux, d'abbé d'Ardennes, chanoine de Mathieu, et curé des paroisses de Claire-Fougère et de Saint-Germain-du-Pert. Il mourut, selon le P. du Moustier, au mois de décembre 1558 (collat. du 7 mai).
Enfin Margarin de la Bigne, clericus doctor theologus Bajocensis diœcesis, comme porte son visa du 21 septembre, fut nommé en 1566 par noble homme Robert de la Bigne, seigneur de Lambosne et de Brucourt, à la cure de Claire-Fougère vacante par le décès de messire Jacques Radulph, dernier titulaire; mais ayant négligé d'en venir prendre possession, le seigneur patron nomma à sa place Jean Eudes, prêtre, qui en obtint la collation le 29 avril 1570. C'est ce Margarin de la Bigne, depuis chanoine pénitencier et scholastique de Bayeux et doyen du Mans, qui s'est rendu célèbre par son ouvrage de la Bibliothèque des Pères. Il est clair par ces citations qu'il y a eu 3 Margarin de la Bigne; cependant la plupart des écrivains les ont presque tous confondus.

## Politique et administration
| Période                                  | Période       | Identité       | Étiquette | Qualité                |
| ---------------------------------------- | ------------- | -------------- | --------- | ---------------------- |
| 1995                                     | mars 2014     | Michel Fourny  | SE        | Agriculteur            |
| mars 2014                                | décembre 2014 | Julien Salliot | SE        | Responsable de magasin |
| Les données manquantes sont à compléter. |               |                |           |                        |

Le conseil municipal était composé de onze membres dont le maire et deux adjoint.

## Démographie
En 2021, la commune comptait 122 habitants. Depuis 2004, les enquêtes de recensement dans les communes de moins de 10 000 habitants ont lieu tous les cinq ans (en 2005, 2010, 2015, etc. pour Clairefougère) et les chiffres de population municipale légale des autres années sont des estimations.
Clairefougère a compté jusqu'à 428 habitants en 1851.
| 1793 | 1800 | 1806 | 1821 | 1831 | 1836 | 1841 | 1846 | 1851 |
| ---- | ---- | ---- | ---- | ---- | ---- | ---- | ---- | ---- |
| 315  | 364  | 424  | 406  | 426  | 390  | 362  | 388  | 428  |

| 1856 | 1861 | 1866 | 1872 | 1876 | 1881 | 1886 | 1891 | 1896 |
| ---- | ---- | ---- | ---- | ---- | ---- | ---- | ---- | ---- |
| 393  | 392  | 392  | 336  | 305  | 287  | 285  | 242  | 243  |

| 1901 | 1906 | 1911 | 1921 | 1926 | 1931 | 1936 | 1946 | 1954 |
| ---- | ---- | ---- | ---- | ---- | ---- | ---- | ---- | ---- |
| 219  | 221  | 198  | 190  | 179  | 178  | 178  | 158  | 153  |

| 1962 | 1968 | 1975 | 1982 | 1990 | 1999 | 2005 | 2010 | 2015 |
| ---- | ---- | ---- | ---- | ---- | ---- | ---- | ---- | ---- |
| 159  | 132  | 106  | 112  | 104  | 84   | 99   | 135  | 123  |

| 2018 | - | - | - | - | - | - | - | - |
| ---- | - | - | - | - | - | - | - | - |
| 124  | - | - | - | - | - | - | - | - |

## Culture locale et patrimoine

### Lieux et monuments
- Église Saint-Martin du XVIIe siècle.
- Chapelle Sainte-Radegonde (début XXe).
- Manoir de Lambone (XVe), propriété du seigneur de la Bigne, puis du comte de Vassy au XVIIe[15].

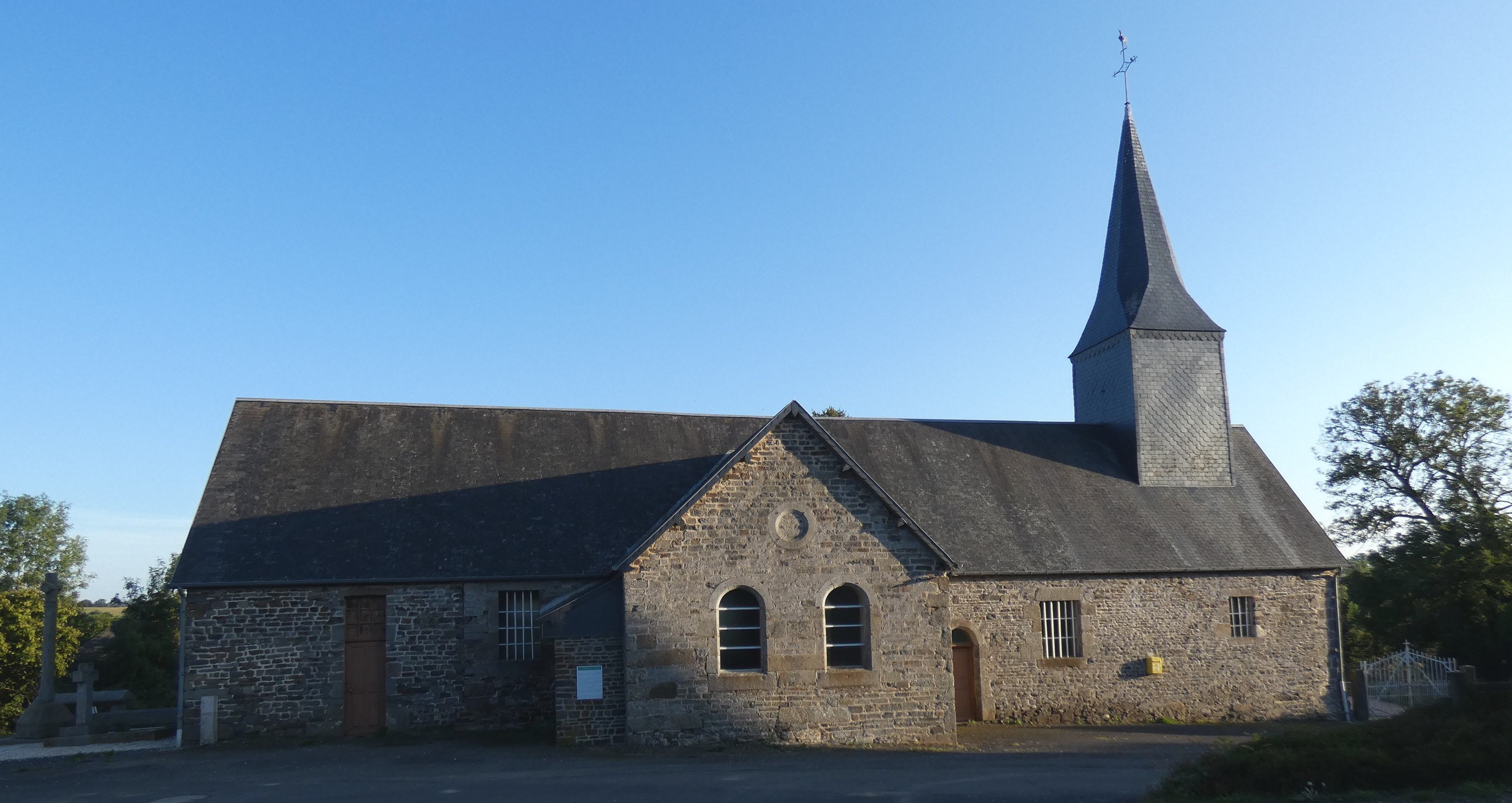
L'église Saint-Martin.
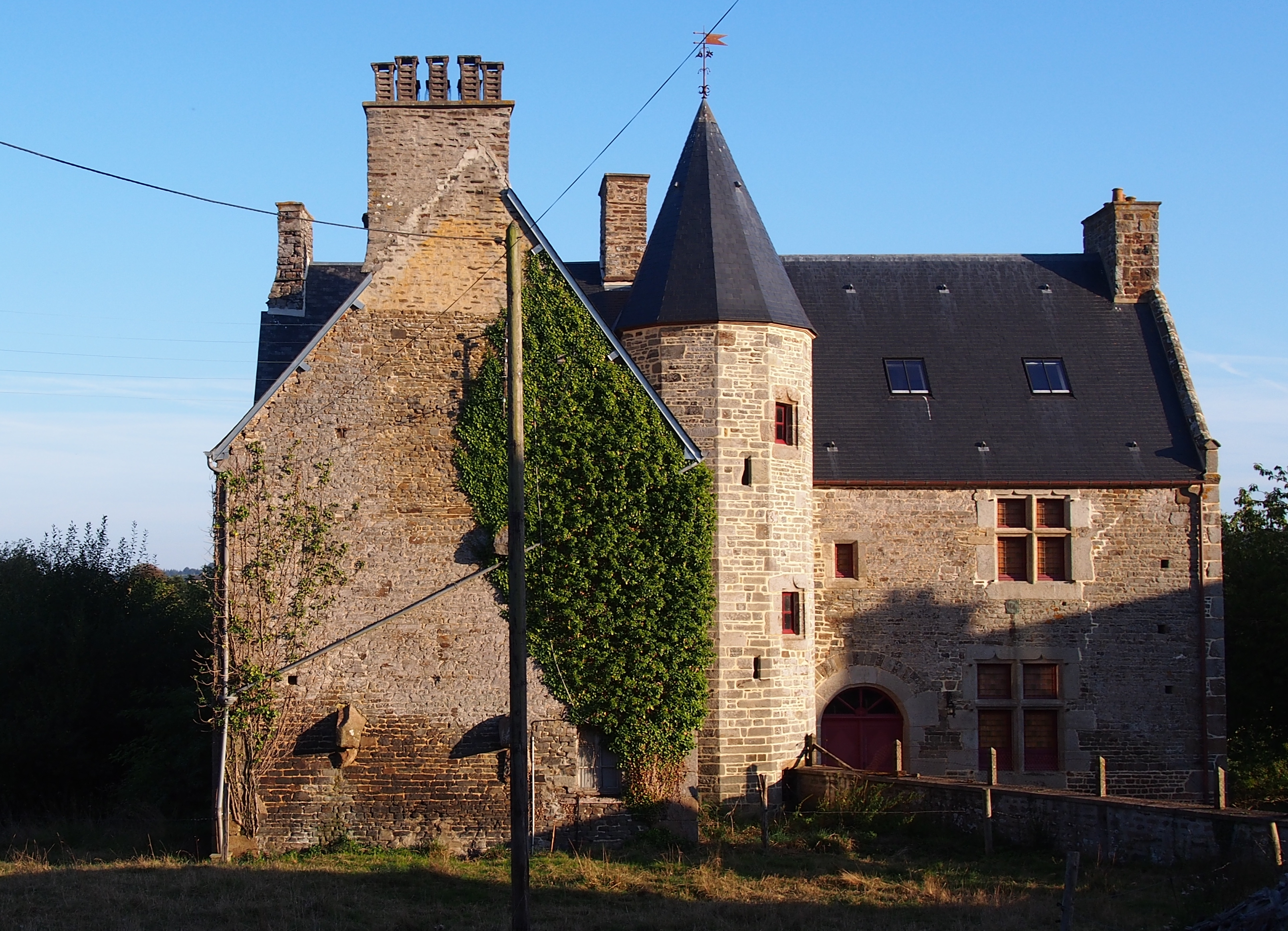
Le manoir de Lambone.